# Chantrans
Chantrans település Franciaországban, Doubs megyében. Lakosainak száma 385 fő (2022. január 1.). Chantrans Montgesoye, Reugney, Silley-Amancey és Ornans községekkel határos.

## Népesség
A település népességének változása:
| Lakosok száma | 271  | 292  | 298  | 363  | 419  | 401  | 405  | 398  | 394  | 385  |
|               | 1968 | 1982 | 1990 | 2006 | 2013 | 2015 | 2017 | 2019 | 2020 | 2022 |